# Charles Richmond
Charles Richmond (1968. május 13. –) skót nemzetközi labdarúgó-játékvezető.

## Nemzeti játékvezetés
2002-ben lett a Premier League (SPL)  játékvezetője. A nemzeti játékvezetéstől 2012-ben vonult vissza.

### Nemzetközi játékvezetés
A Skót labdarúgó-szövetség Játékvezető Bizottsága (JB) terjesztette fel nemzetközi játékvezetőnek, a Nemzetközi Labdarúgó-szövetség (FIFA) 2003-tól tartotta nyilván bírói keretében. Több nemzetek közötti válogatott és klubmérkőzést vezetett, vagy működő társának 4. bíróként segített. FIFA JB besorolás szerint 3. kategóriás bíró. Az aktív nemzetközi játékvezetéstől 2012-ben búcsúzott. Válogatott mérkőzéseinek száma: 5.

#### Nemzetközi kupamérkőzések
| Időpont            | Helyszín             | Mérkőzés típusa           | Mérkőzés                  | Eredmény |
| ------------------ | -------------------- | ------------------------- | ------------------------- | -------- |
| 2004. augusztus 4. | Népstadion, Budapest | előselejtező (2. forduló) | Ferencvárosi TC–KF Tirana | 0 – 1    |

## Magyar vonatkozás
| Időpont          | Helyszín                   | Mérkőzés típusa              | Mérkőzés           | Eredmény | Nézők száma |
| ---------------- | -------------------------- | ---------------------------- | ------------------ | -------- | ----------- |
| 2005. február 9. | Millenium Stadion, Cardiff | felkészülési (795. mérkőzés) | Wales–Magyarország | 2 – 0    | 16 672      |